# Alex McKendry
Alex McKendry (né le 21 novembre 1956 à Midland, dans la province de l'Ontario au Canada) est un joueur professionnel canadien de hockey sur glace.

## Carrière de joueur
Premier choix au repêchage des Islanders de New York en 1976, il commença sa carrière professionnelle en 1976. La même année, il fut également sélectionné par les Racers d'Indianapolis de l'Association mondiale de hockey mais n'y joua jamais.
Il ne parvint toutefois pas à s'imposer dans la Ligue nationale de hockey n'y jouant que sporadiquement aux cours de sa carrière. Malgré cela, il remporta la Coupe Stanley avec les Islanders en 1980. Il termina sa carrière au terme de la saison 1982-83 avec les Flames du Colorado de la Ligue centrale de hockey.

## Statistiques de carrière
| Saison     | Équipe                  | Ligue      |    | Saison régulière | Saison régulière | Saison régulière | Saison régulière | Saison régulière |   | Séries éliminatoires | Séries éliminatoires | Séries éliminatoires | Séries éliminatoires | Séries éliminatoires |
| Saison     | Équipe                  | Ligue      | PJ | B                | A                | Pts              | Pun              | PJ               | B | A                    | Pts                  | Pun                  |                      |                      |
| 1973-1974  | Wolves de Sudbury       | OHA        | 61 | 4                | 8                | 12               | 173              | 4                | 0 | 1                    | 1                    | 0                    |                      |                      |
| 1974-1975  | Wolves de Sudbury       | OHA        | 57 | 19               | 34               | 53               | 181              | 15               | 5 | 8                    | 13                   | 29                   |                      |                      |
| 1975-1976  | Wolves de Sudbury       | OHA        | 65 | 43               | 59               | 102              | 122              | 16               | 4 | 8                    | 12                   | 15                   |                      |                      |
| 1976-1977  | Texans de Fort Worth    | LCH        | 65 | 7                | 14               | 21               | 80               | 6                | 0 | 2                    | 2                    | 4                    |                      |                      |
| 1976-1977  | Mohawks de Muskegon     | LIH        | 11 | 4                | 6                | 10               | 31               | -                | - | -                    | -                    | -                    |                      |                      |
| 1977-1978  | Texans de Fort Worth    | LCH        | 72 | 22               | 22               | 44               | 148              | 10               | 1 | 3                    | 4                    | 30                   |                      |                      |
| 1977-1978  | Islanders de New York   | LNH        | 4  | 0                | 0                | 0                | 2                | -                | - | -                    | -                    | -                    |                      |                      |
| 1978-1979  | Texans de Fort Worth    | LCH        | 59 | 12               | 26               | 38               | 202              | 5                | 0 | 2                    | 2                    | 4                    |                      |                      |
| 1978-1979  | Islanders de New York   | LNH        | 4  | 0                | 0                | 0                | 0                | -                | - | -                    | -                    | -                    |                      |                      |
| 1979-1980  | Checkers d'Indianapolis | LCH        | 76 | 40               | 37               | 77               | 64               | 4                | 2 | 4                    | 6                    | 7                    |                      |                      |
| 1979-1980  | Islanders de New York   | LNH        | 2  | 0                | 0                | 0                | 0                | 6                | 2 | 2                    | 4                    | 0                    |                      |                      |
| 1980-1981  | Bulls de Birmingham     | LCH        | 10 | 1                | 5                | 6                | 23               | -                | - | -                    | -                    | -                    |                      |                      |
| 1980-1981  | Texans de Fort Worth    | LCH        | 19 | 3                | 3                | 6                | 25               | 5                | 0 | 0                    | 0                    | 13                   |                      |                      |
| 1980-1981  | Flames de Calgary       | LNH        | 36 | 3                | 6                | 9                | 19               | -                | - | -                    | -                    | -                    |                      |                      |
| 1981-1982  | Stars d'Oklahoma City   | LCH        | 80 | 27               | 59               | 86               | 163              | 4                | 1 | 1                    | 2                    | 9                    |                      |                      |
| 1982-1983  | Flames du Colorado      | LCH        | 72 | 25               | 42               | 67               | 44               | 5                | 0 | 2                    | 2                    | 4                    |                      |                      |
| Totaux LNH | Totaux LNH              | Totaux LNH | 46 | 3                | 6                | 9                | 21               | 6                | 2 | 2                    | 4                    | 0                    |                      |                      |

## Trophées et honneurs personnels
- Ligue centrale de hockey
  - 1980 : nommé dans la 1re équipe d'étoiles
- Ligue nationale de hockey
  - 1980 : remporte la Coupe Stanley avec les Islanders de New York

## Transactions en carrière
- 9 octobre 1980 : échangé aux Flames de Calgary par les Islanders de New York en retour d'un choix de 3e ronde (Ron Handy) lors du repêchage d'entrée dans la LNH en 1981.